# Роналд Аженор
Роналд Жан-Мартен Аженор (на френски: Ronald Jean-Martin Agénor) е хаитянски тенисист, роден в Мароко.

## Биография
Роналд Жан-Мартен Аженор е роден на 13 ноември 1964 г. в Рабат, Мароко. Син е на Фредерик Аженор, хаитянски дипломат в ООН и министър на земеделието на Хаити. Той е най-младия от семейство с шест деца. Научава се да играе тенис в Лубумбаши, Заир (сега ДР Конго) през 1974 г. Открива състезателния тенис в Бордо, Франция през 1978 г. под опеката на брат си Лионел. Класиран е, като номер 8 в света за юноши през 1982 г. и печели 2 титли за юноши в Шарлероа, Белгия и Монте Карло, Монако.

## Кариера
Роналд Аженор е единствения хаитянин, който някога е влизал в Топ 25 в световната ранглиста на сингъл, достигадо световен номер 22 през май 1989 г. През кариерата си печели три титли от турнира ATP на сингъл.
Роналд Аженор участва три пъти на летни олимпийски игри, през 1984 г. (демонстрационно събитие), 1988 г. и 1996 г.
През 1999 г. завършва годината като номер 98 в световната ранглиста и става първият играч на възраст над 35 години, завършил в топ-100 след Джими Конърс през 1992 г.
Оттегля се от професионалния тенис през 2002 г. и отваря тенис академия „Роналд Аженор“ в Лос Анджелис, Калифорния.

## Кариерна статистика

### ATP финали (5 титли; 9 финала)
|        | П–З | Година | Турнир                 | Клас           | Настилка  | Опонент           | Резултат            |
| ------ | --- | ------ | ---------------------- | -------------- | --------- | ----------------- | ------------------- |
| Загуба | 0–1 | 1987   | Суис Оупън             | Гран При       | Клей      | Емилио Санчес     | 2–6, 3–6, 6–7(5–7)  |
| Загуба | 0–2 | 1987   | ATP Бордо              | Гран При       | Клей      | Емилио Санчес     | 7–5, 4–6, 4–6       |
| Загуба | 0–3 | 1987   | Суис Индорс            | Гран При       | Килим (з) | Яник Ноа          | 6–7(6–8), 4–6, 4–6  |
| Загуба | 0–4 | 1988   | ATP Бордо              | Гран При       | Клей      | Томас Мустер      | 3–6, 3–6            |
| Победа | 1–4 | 1989   | Атина Оупън            | Гран При       | Клей      | Кент Карлсон      | 6–3, 6–4            |
| Победа | 2–4 | 1990   | Хипо Груп Интернешънъл | Световни серии | Клей      | Тарик Бенхабилс   | 3–6, 6–4, 6–3       |
| Победа | 3–4 | 1990   | Европа Индор           | Световни серии | Килим (з) | Александър Волков | 4–6, 6–4, 7–6(10–8) |
| Загуба | 3–5 | 1993   | Швеция Оупън           | Световни серии | Клей      | Хорст Скоф        | 5–7, 6–1, 0–6       |